# كلود ريتش
كلود ريتش (بالفرنسية: Claude Rich)‏
```
(
‏
8 فبراير 1929 - 20 يوليو 2017)
[
6
]
 هو 
ممثل
[
7
]
، 
وكاتب سيناريو
 من 
فرنسا
 . ولد في 
ستراسبورغ
.
[
1
]
[
8
]
```

## التعليم
تعلم في المعهد الوطني العالي للفنون الدرامية ‏، ومدرسة رينيه سيمون للفنون الدرامية ‏

## جوائز وترشيحات
حصل على جوائز منها:
- سيزر التكريمية  [لغات أخرى]‏ (2002)
- جائزة سيزر لأفضل ممثل (1993)
- نيشان الاستحقاق الوطني من رتبة قائد.

ترشح لـ:
- جائزة سيزر لأفضل ممثل مساعد، عن عمل:Looking for Hortense (2013)
- جائزة سيزر لأفضل ممثل مساعد، عن عمل:With a Little Help from Myself (2009)
- جائزة سيزر لأفضل ممثل مساعد، عن عمل:Season's Beatings (2000)
- جائزة سيزر لأفضل ممثل مساعد، عن عمل:Revenge of the Musketeers (1995)
- جائزة سيزر لأفضل ممثل (1993).

## روابط خارجية
- كلود ريتش على موقع IMDb (الإنجليزية)
- كلود ريتش على موقع ألو سيني (الفرنسية)
- كلود ريتش على موقع أول موفي (الإنجليزية)
- كلود ريتش على موقع قاعدة بيانات الأفلام السويدية (السويدية)
- كلود ريتش على موقع ديسكوغز (الإنجليزية)
- كلود ريتش على موقع قاعدة بيانات الفيلم (الإنجليزية)
- كلود ريتش على موقع كينوبويسك (الروسية)